# Курна
Курна — село на західному березі Нілу, навпроти сучасного міста Луксор у Єгипті, поряд із Фіванськими пагорбами.
Нова Курна була збудована наприкінці 1940-их років.